# 1561 en littérature
| Années de la littérature : 1558 - 1559 - 1560 - 1561 - 1562 - 1563 - 1564    |
| Décennies de la littérature : 1530 - 1540 - 1550 - 1560 - 1570 - 1580 - 1590 |

Cet article présente les faits marquants de l'année 1561 en littérature.

## Événements
- 16 février (nouveau style) : Jacques Grévin fait représenter au Collège de Beauvais une tragédie, César et une comédie, Les Esbahis[1].

- 11 avril : le marchand russe de Smolensk Basile Pozniakov, chargé d’apporter un secours pécuniaire au patriarche d’Alexandrie et à l’archevêque du Mont Sinaï, présente son rapport officiel où il fait le récit de son voyage[2],[3].

- La bibliothèque Tian Yi Ge est établie à Ningbo par le bibliophile Fan Qin durant la dynastie Ming en Chine . Elle établi de nouvelles normes en matière de préservation et de stockage des livres et deviens une modèle pour les sept bibliothèques impériales construites sous l'empereur Qing Qianlong[4].

## Parutions

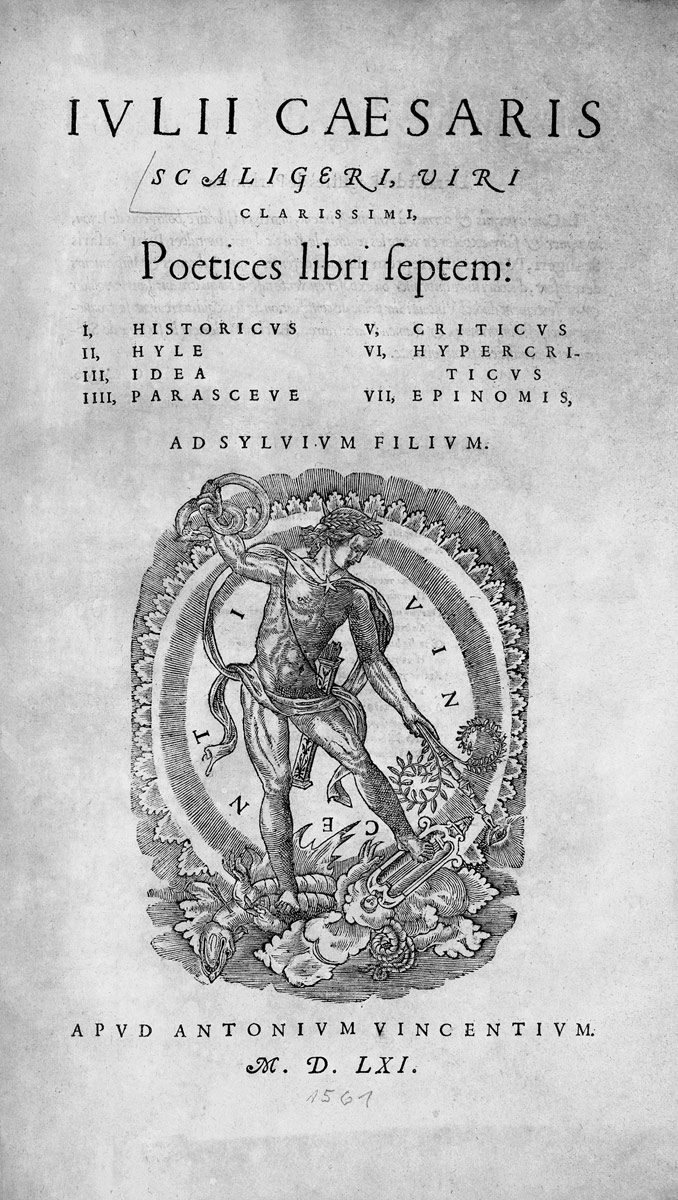
Julius Caesar Scaliger, Poetices libri septem.

- Poetices libri septem, traité d’art poétique de l’humaniste agenais Jules César Scaliger (1484-1558), publié à Lyon par Antonius Vincentius[5].

- I secreti della signora Isabella Cortese, d'Isabella Cortese[6], publié à Venise.

- Première édition de Storia d'Italia (« Histoire d’Italie ») de François Guichardin (1483-1540), publiée chez Lorenzo Torrentino à Florence, qui va de 1492 à 1534[7].

## Naissances
- 22 janvier : Francis Bacon, philosophe, homme politique et écrivain anglais († 1626).

## Décès
- Matteo Bandello (Mathieu Bandello), écrivain italien, né en 1480.
- Claude Garamont, tailleur, fondeur de caractères et imprimeur français, créateur de polices de caractères (les Grecs du roi et le Garamond notamment), né en 1499.
- Vers 1561 : Olivier de Magny, poète français, né en 1529.